# Peter Glüsing
Peter Glüsing Pedersen (født 23. juli 1969) er en dansk journalist.
Efter endt journalistuddannelse i 1997 blev han ansat på TV 2 Nyhederne, men har også arbejdet med faktaprogrammer på DR, været studievært på TV 2/Lorry frem til 2006 hvor han blev ansat som pressechef hos Telenor Danmark Holding A/S, der er en sammenlægning af teleselskabet Sonofon og internetleverandørenCybercity. Fra 2015 har Peter Glüsing arbejdet som kommunikationsrådgiver i virksomheden Discus Communications A/S.